# Swiss Open Gstaad 1971
Lo Swiss Open Gstaad 1971 è stato un torneo di tennis giocato sulla terra rossa. È la 57ª edizione dell'Swiss Open, che fa parte del Pepsi-Cola Grand Prix 1971. Si è giocato a Gstaad in Svizzera, dal 5 all'11 luglio 1971.

## Campioni

### Singolare
John Newcombe ha battuto in finale  Tom Okker con il punteggio di 6–2, 5–7, 1–6, 7–5, 6–3

### Doppio
John Alexander /  Phil Dent hanno battuto in finale  John Newcombe /  Tom Okker con il punteggio di 5–7, 6–3, 6–4